# Peter Paul Rubens
Sir Peter Paul Rubens (/ˈruːbənz/; tiếng Hà Lan: [ˈrybə(n)s]; 28 tháng 6 năm 1577 - 30 tháng 5 năm 1640) là một nghệ sĩ người Flemish. Ông được coi là nghệ sĩ có ảnh hưởng nhất của truyền thống Flemish Baroque. Các tác phẩm giàu năng lượng của Rubens tham chiếu các khía cạnh uyên bác của lịch sử cổ điển và Kitô giáo. Phong cách Baroque độc đáo và vô cùng nổi tiếng của ông nhấn mạnh đến sự chuyển động, màu sắc và sự gợi cảm, theo phong cách nghệ thuật ngay lập tức kịch tính được quảng bá trong Phong trào Phản Cải cách. Rubens chuyên làm ảnh thờ, chân dung, phong cảnh và tranh lịch sử về các chủ đề thần thoại và ngụ ngôn.
Ngoài việc điều hành một xưởng vẽ lớn ở Antwerp, nơi sản xuất những bức tranh nổi tiếng với các nhà sưu tập nghệ thuật và quý tộc trên khắp châu Âu, Rubens còn là một học giả và nhà ngoại giao giáo dục cổ điển, được cả hiệp sĩ Philip IV của Tây Ban Nha và Charles I của Anh phong tước hiệp sĩ. Rubens là một nghệ sĩ sung mãn. Danh mục các tác phẩm của ông do Michael Jaffé liệt kê 1.403 tác phẩm, không bao gồm nhiều bản sao được tạo ra trong xưởng của ông.
Các tác phẩm được đặt hàng của ông chủ yếu là tranh lịch sử, bao gồm các chủ đề tôn giáo, phong cảnh, thần thoại và các cảnh săn bắn. Ông vẽ nhiều bức chân dung, đặc biệt là của bạn bè và chân dung tự họa trong cuộc sống. Rubens còn thiết kế tấm thảm và bản in. Ông cũng giám sát các đồ trang trí phù du của hoàng gia được Đức Hồng Y-Infante Ferdinand của Áo đưa vào Antwerp năm 1635.
Các bức vẽ của ông hầu hết rất mạnh mẽ và không đi vào chi tiết kỹ càng. Ông cũng đã sử dụng rất nhiều các bản phác thảo dầu như các nghiên cứu chuẩn bị. Ông là một trong những nghệ sĩ lớn cuối cùng sử dụng các tấm gỗ làm phương tiện hỗ trợ nhất quán, ngay cả đối với các tác phẩm rất lớn, nhưng ông cũng sử dụng vải vẽ, đặc biệt là khi tác phẩm cần được gửi đi một quãng đường dài. Đối với các tranh thờ, đôi khi ông vẽ trên đá phiến để làm giảm các vấn đề liên quan đến phản chiếu.

## Tiểu sử

### Tuổi thơ

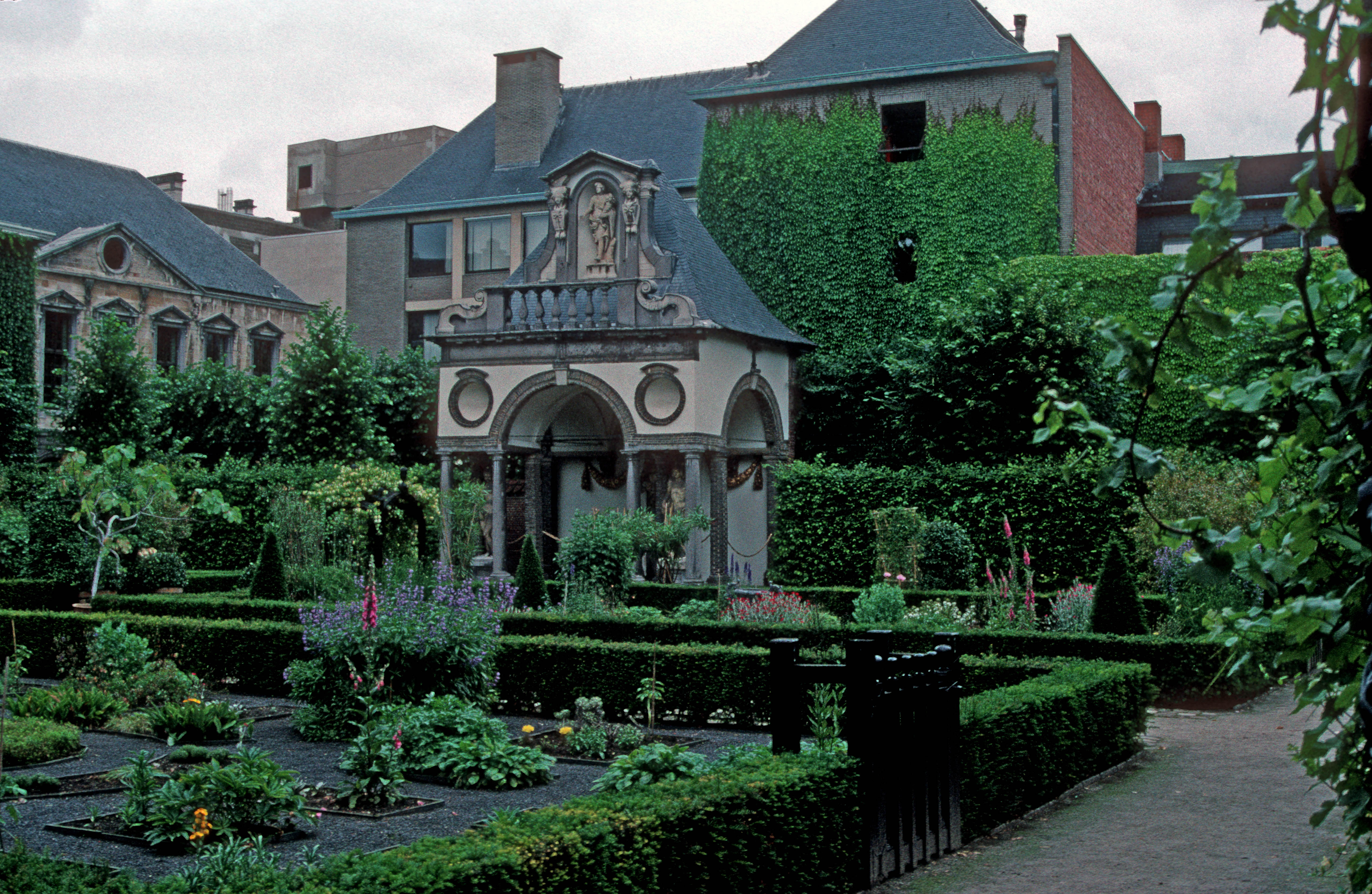
Khu vườn được Rubens thiết kế tại Rubenshuis ở Antwerpen

Rubens được sinh ra ở thành phố Siegen của Jan Rubens và Maria Pypelincks. Ông được đặt tên để vinh danh Saint Peter và Saint Paul, bởi vì ông được sinh ra vinh danh họ. Cha của ông, một người Calvin, và người mẹ đã chạy trốn khỏi Antwerp đến Cologne năm 1568, sau khi tình trạng hỗn loạn tôn giáo gia tăng và đàn áp người Tin lành trong thời cai trị xứ Habsburg Hà Lan của Công tước xứ Alba.
Jan Rubens trở thành cố vấn pháp lý (và người tình) của Anna xứ Sachsen, người vợ thứ hai của William van Orange, và định cư tại đất sắc phong của Anna  ở Siegen năm 1570, sinh ra cô con gái Christine sinh năm 1571.
Sau khi Jan Rubens bị cầm tù vì vụ ngoại tình trên, Peter Paul Rubens sinh ra năm 1577. Gia đình trở lại Cologne vào năm sau. Năm 1589, hai năm sau khi người cha mất, Rubens cùng mẹ Maria Pypelincks chuyển đến Antwerp, nơi ông được nuôi lớn như một người Công giáo.
Tôn giáo đã nổi bật trong phần lớn công việc của ông, và Rubens sau đó trở thành một trong những tác giả hàng đầu của phong cách hội họa Cải cách Công giáo  (ông đã nói "Niềm đam mê của tôi đến từ thiên đàng, không phải từ những suy ngẫm trần thế").

### Học việc

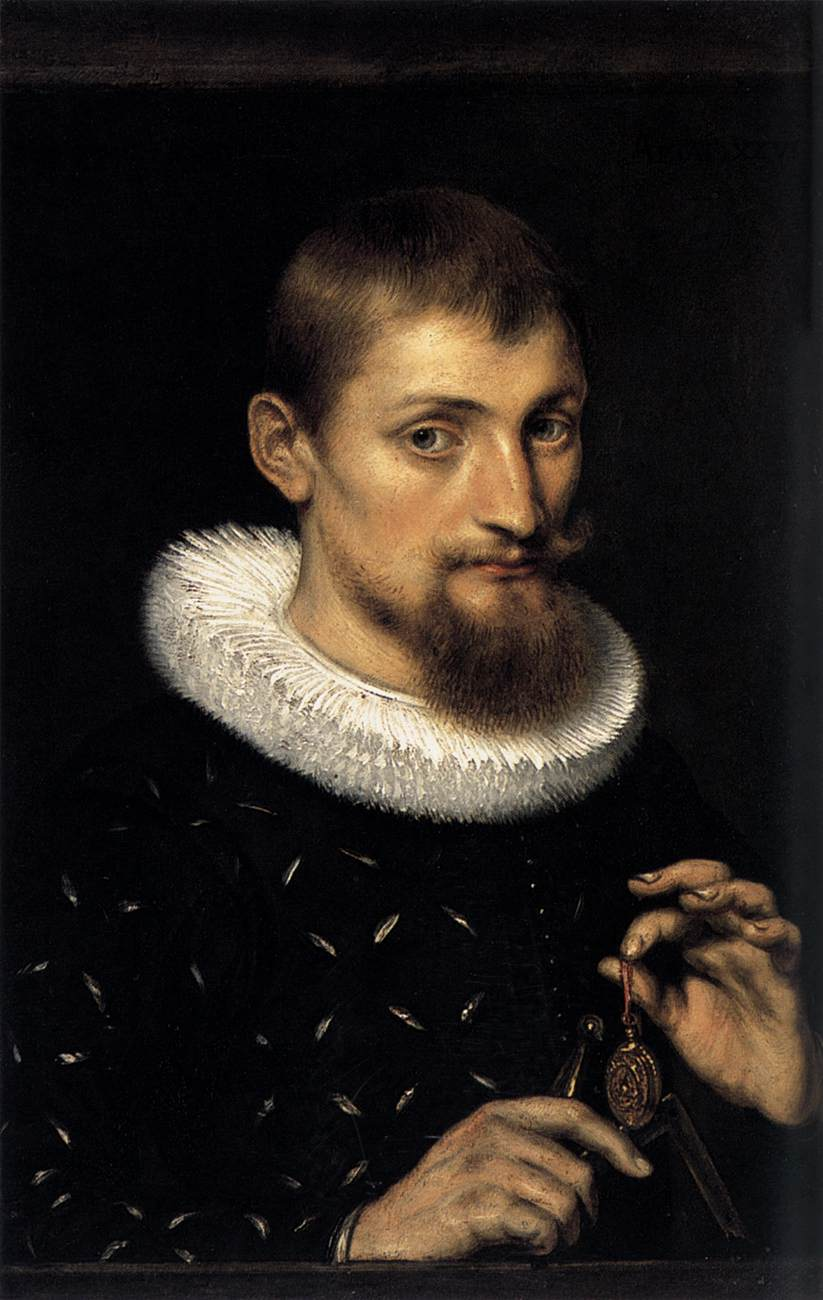
Chân dung của một học giả trẻ, vẽ năm 1597

Tại Antwerp, Rubens nhận được một nền giáo dục nhân văn thời Phục hưng, nghiên cứu văn học Latin và cổ điển. Mười bốn tuổi, anh bắt đầu học nghề nghệ thuật với Tobias Verhaeght. Sau đó, ông đã nghiên cứu dưới hai trong số các họa sĩ hàng đầu của thành phố thời bấy giờ, các nghệ sĩ Mannerist quá cố Adam van Noort và Otto van Veen. Phần lớn khóa đào tạo sớm nhất của ông liên quan đến việc sao chép các tác phẩm của các nghệ sĩ trước đó, chẳng hạn như bản khắc gỗ của Hans Holbein the Younger và Marcantonio Raimondi sau các bản khắc của Raphael. Rubens hoàn thành giáo dục của mình vào năm 1598, lúc đó ông gia nhập Hiệp hội Thánh Luca với tư cách là một bậc thầy độc lập.

### Ý (1600-1608)
Năm 1600 Rubens đã đến Ý. Ông dừng chân đầu tiên ở Venice, quan sát những bức tranh của Titian, Veronese và Tintoretto, trước khi định cư ở Mantua tại tòa án của Công tước Vincenzo I Gonzaga. Màu sắc và các tác phẩm của Veronese và Tintoretto có ảnh hưởng ngay lập tức đến bức tranh của Rubens, và phong cách trưởng thành sau này của ông đã bị Titian ảnh hưởng sâu sắc. Với sự hỗ trợ tài chính từ Công tước, Rubens đã tới Rome bằng đường qua Florence vào năm 1601. Ở đó, ông nghiên cứu nghệ thuật Hy Lạp và La Mã cổ điển và sao chép các tác phẩm của các bậc thầy Ý. Tác phẩm điêu khắc Hy Lạp Laocoon và Con trai của ông có ảnh hưởng đặc biệt đến ông, cũng như nghệ thuật của Michelangelo, Raphael và Leonardo da Vinci. Ông cũng bị ảnh hưởng bởi những bức tranh mới vẽ rất tự nhiên của Caravaggio.

Sự sa ngã của Phaeton, 1604, trong Phòng trưng bày nghệ thuật quốc gia ở Washington, DC

Rubens sau đó đã tạo một bản sao của tranh Phần mộ của Christ của Caravaggio và đề nghị người bảo trợ của ông, Công tước xứ Mantua, mua bức tranh Cái chết của Trinh nữ (Louvre). Sau khi trở về Antwerp, ông là người có công trong việc mua lại bức tranh The Madonna of the Rosary (Bảo tàng Kunsthistorisches, Vienna) cho Nhà thờ St. Paul ở Antwerp. Trong lần lưu trú đầu tiên tại Rome, Rubens đã hoàn thành búc tranh thờ được đặt hàng đầu tiên của mình, St. Helena với Thánh giá thật cho nhà thờ La Mã Santa Croce ở Gerusalemme.
Rubens đã tới Tây Ban Nha trong một nhiệm vụ ngoại giao vào năm 1603, chuyển quà từ Gonzagas tới tòa án của Philip III. Trong khi ở đó, ông nghiên cứu các bộ sưu tập phong phú của Raphael và Titian mà được vua Philip III thu thập. Ông cũng vẽ một bức chân dung cưỡi ngựa của Công tước Lerma trong thời gian ở (Prado, Madrid) để chứng minh tầm ảnh hưởng của các tác phẩm như Titian's Charles V tại Mühlberg (1548; Prado, Madrid). Hành trình này đánh dấu lần đi đầu tiên của ông trong sự nghiệp kết hợp nghệ thuật và ngoại giao.
Ông trở lại Ý vào năm 1604, và ông ở lại đó trong bốn năm tiếp theo, đầu tiên là ở Mantua và sau đó là ở Genova và Rome. Tại Genève, Rubens đã vẽ rất nhiều bức chân dung, như Marchesa Brigida Spinola-Doria (Phòng triển lãm nghệ thuật quốc gia, Washington, D.C.), và chân dung của Maria di Antonio Serra Pallavicini, theo phong cách ảnh hưởng đến các bức tranh sau này của Anthony van Dyck, Joshua Reynold và Thomas Gainsborough.

## Một số tác phẩm

Một số tác phẩm của Peter Paul Rubens
Sự sụp đổ của Phaeton, 1604
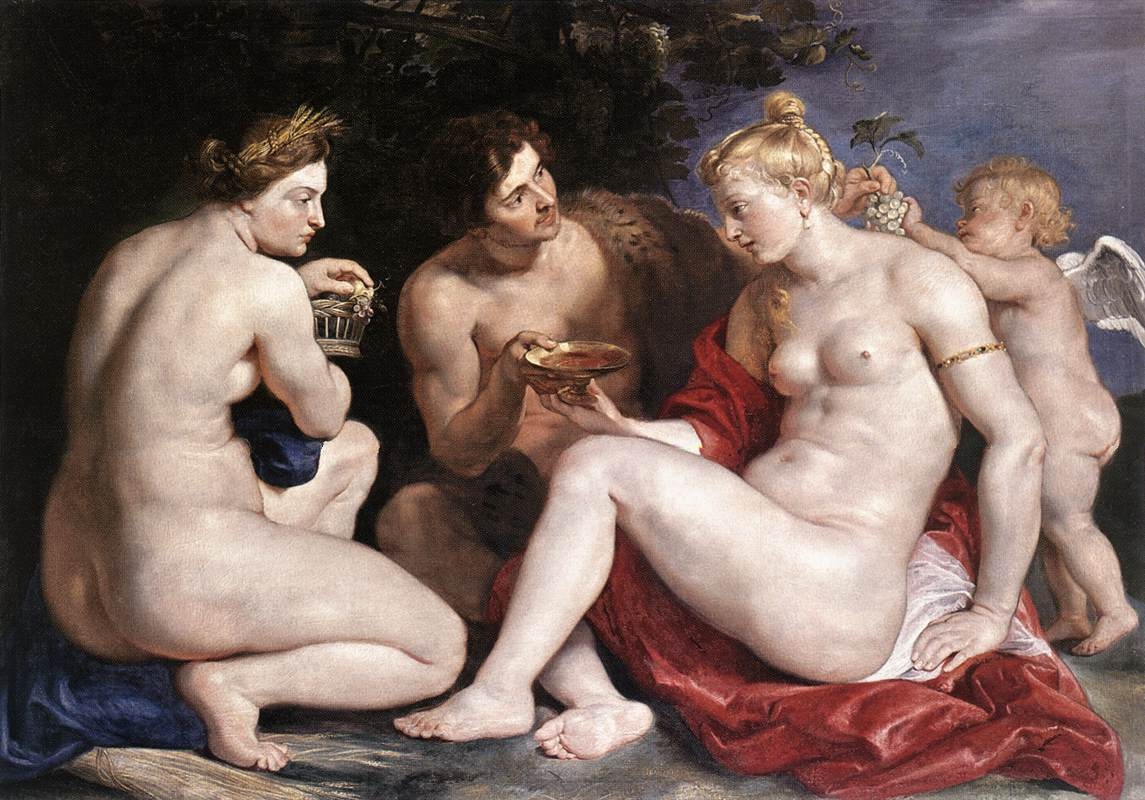
Venus, Cupid, Bacchus và Ceres, 1612
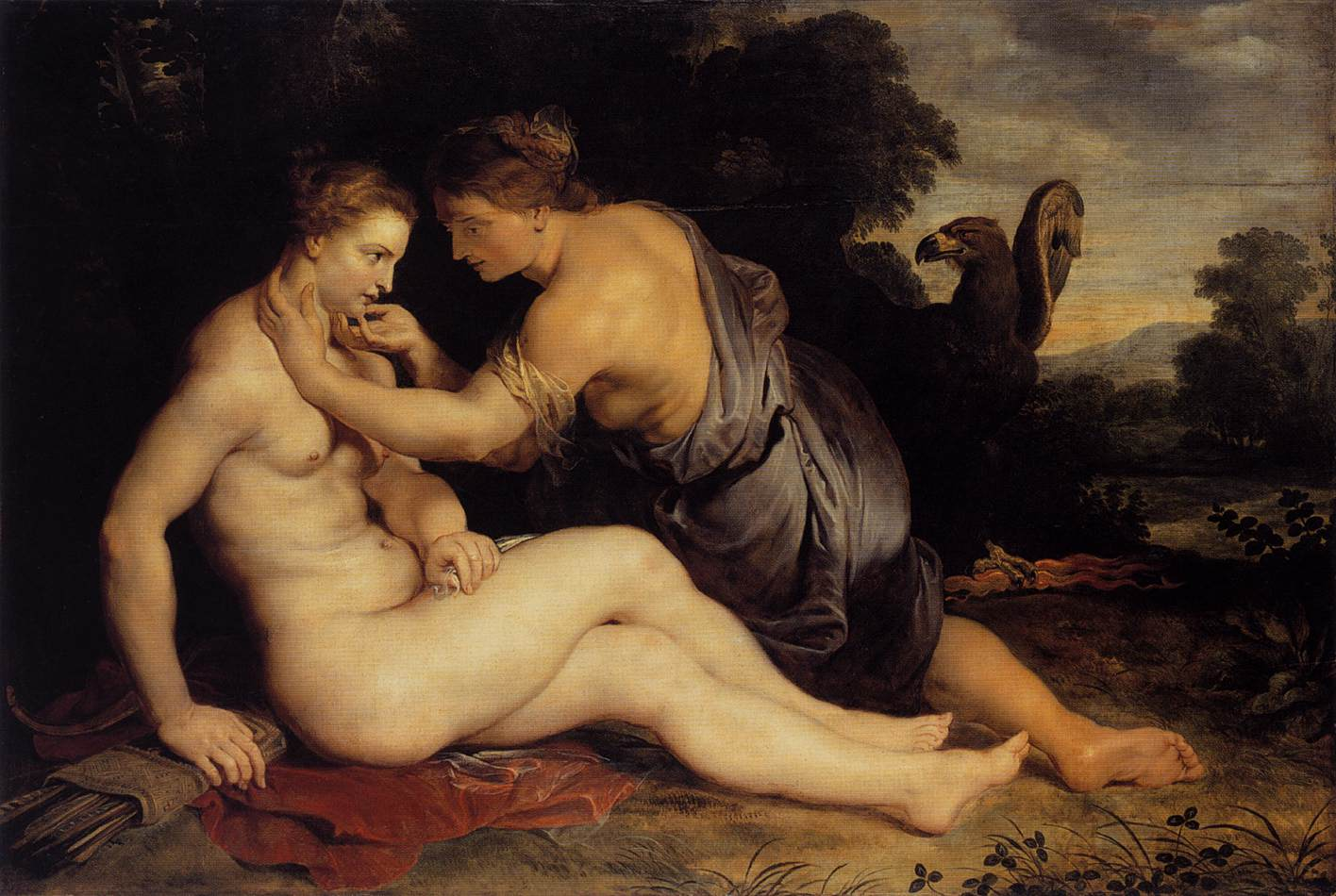
Jupiter và Callisto, 1613
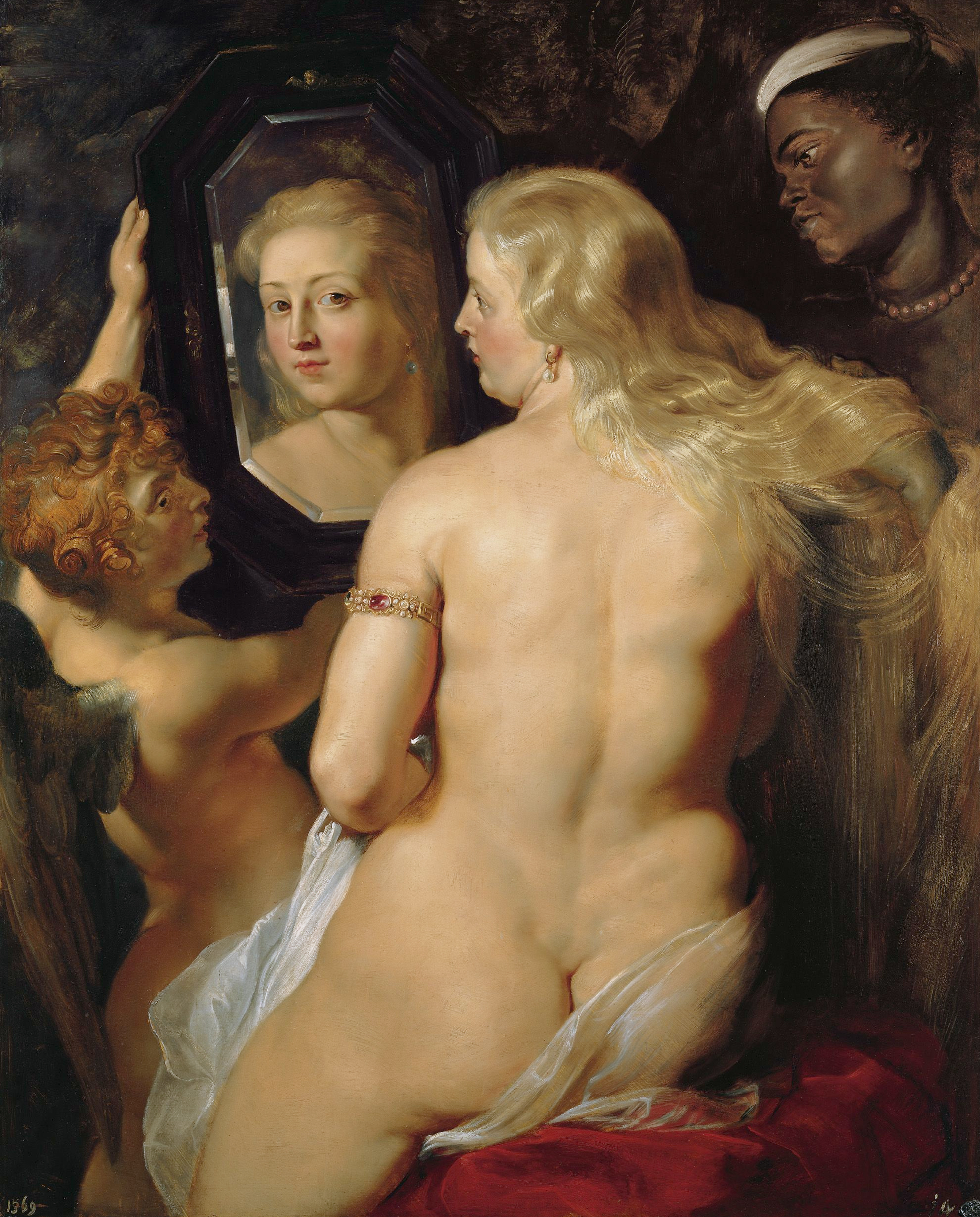
Venus soi gương, 1613-1615
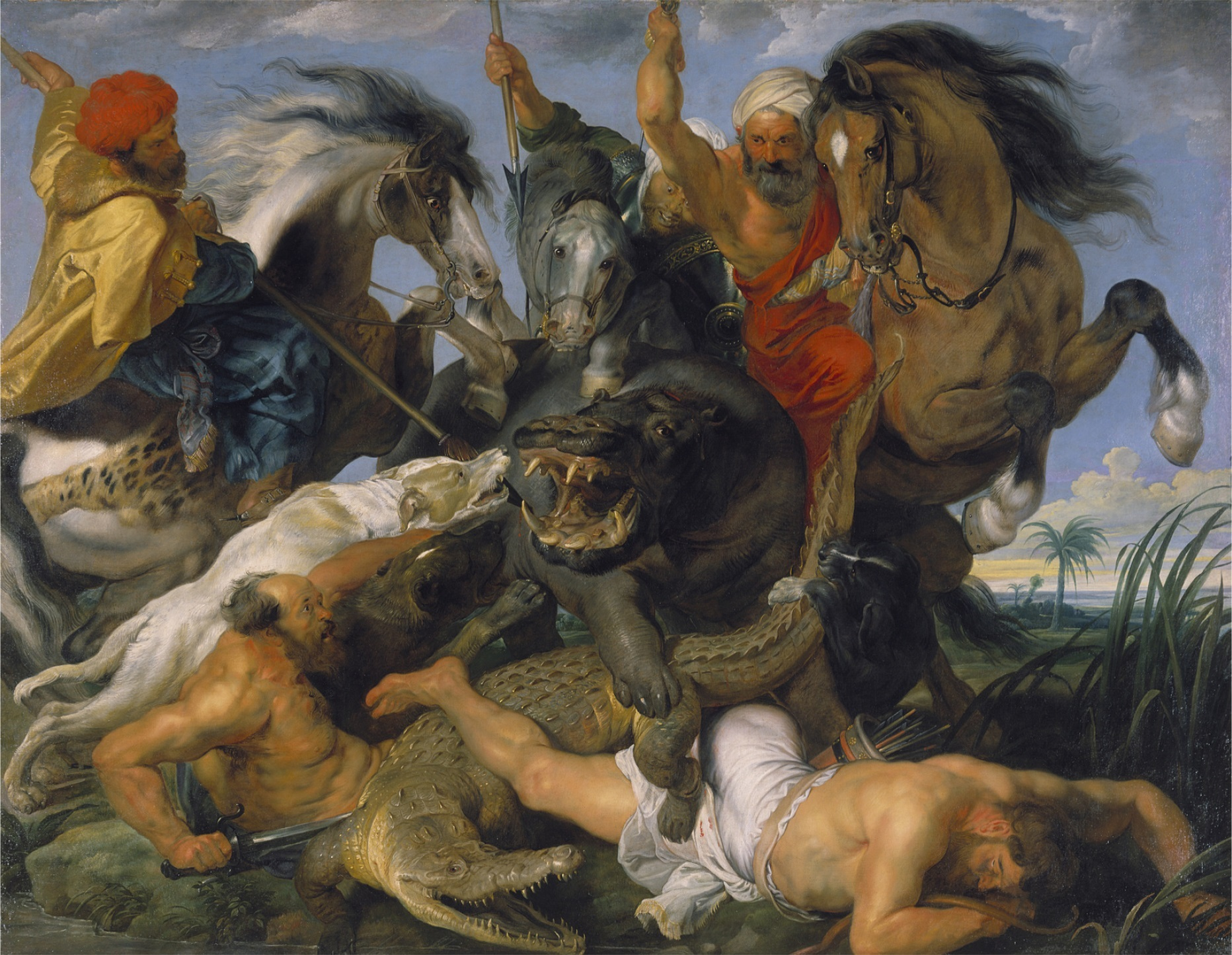
Cuộc săn hà mã và cá sấu, 1615
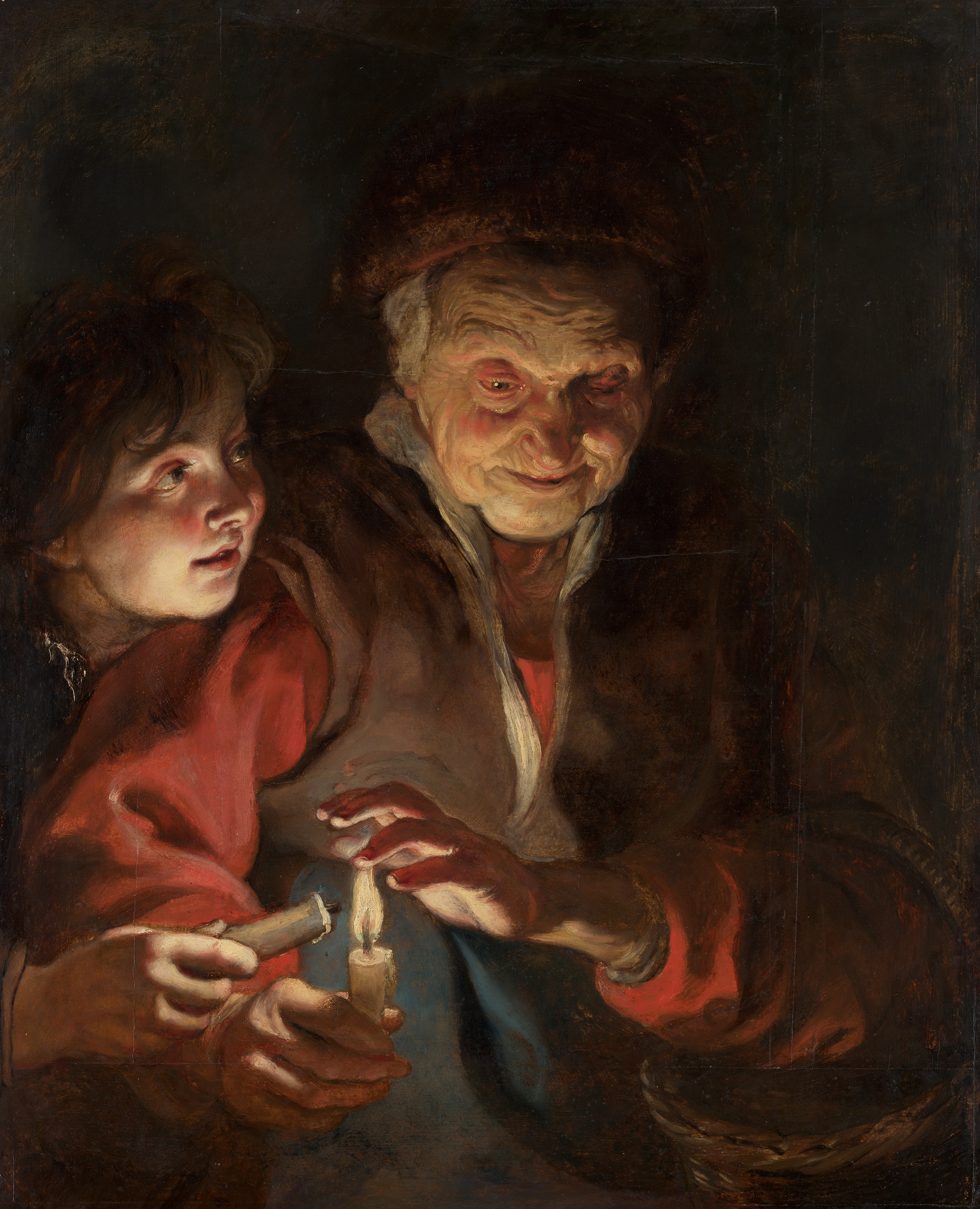
Người phụ nữ già và cậu bé với những ngọn nến, 1616
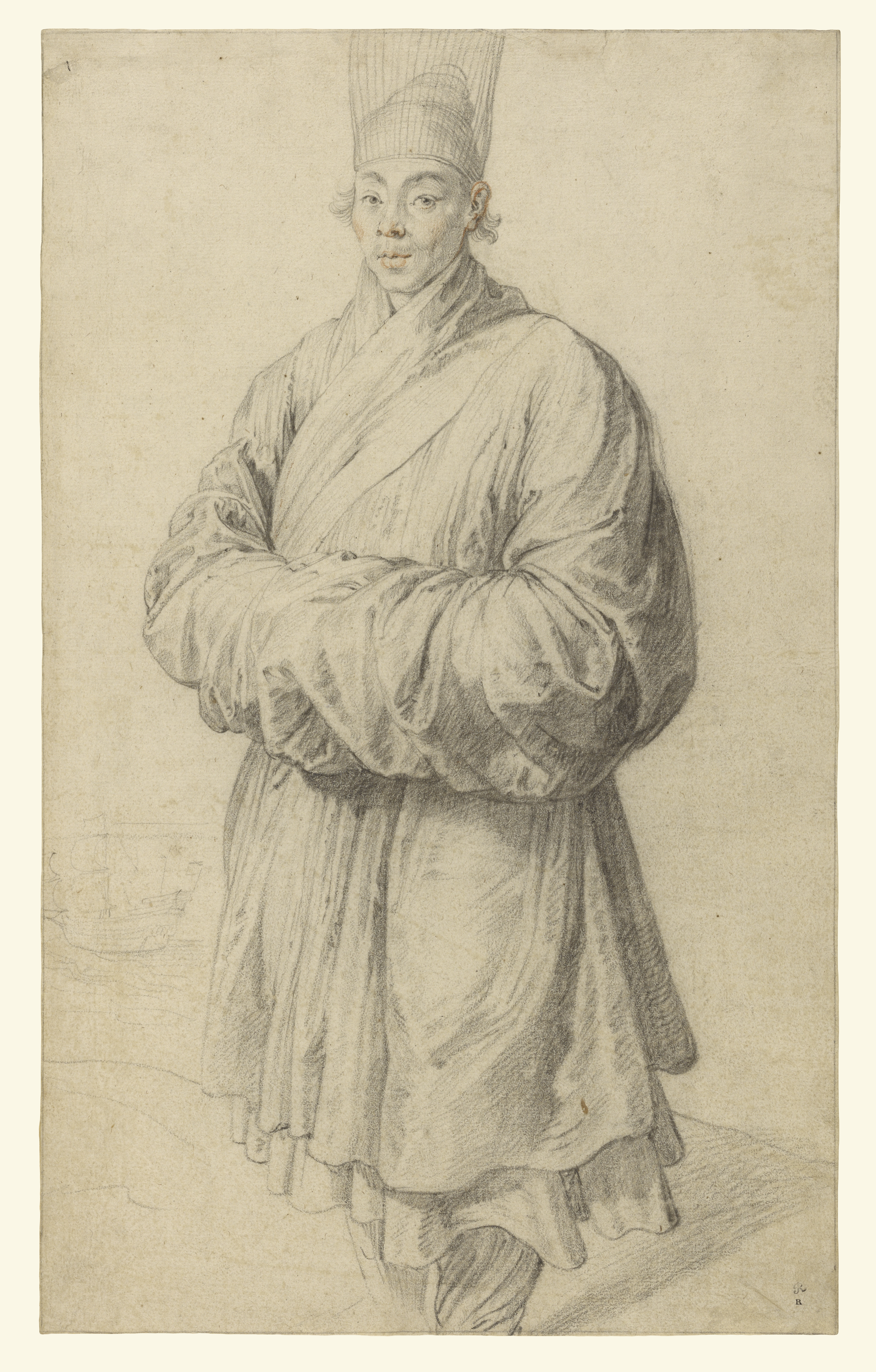
Người đàn ông Cao Ly, 1617
Vụ bắt cóc các con gái của Leucippus, 1617
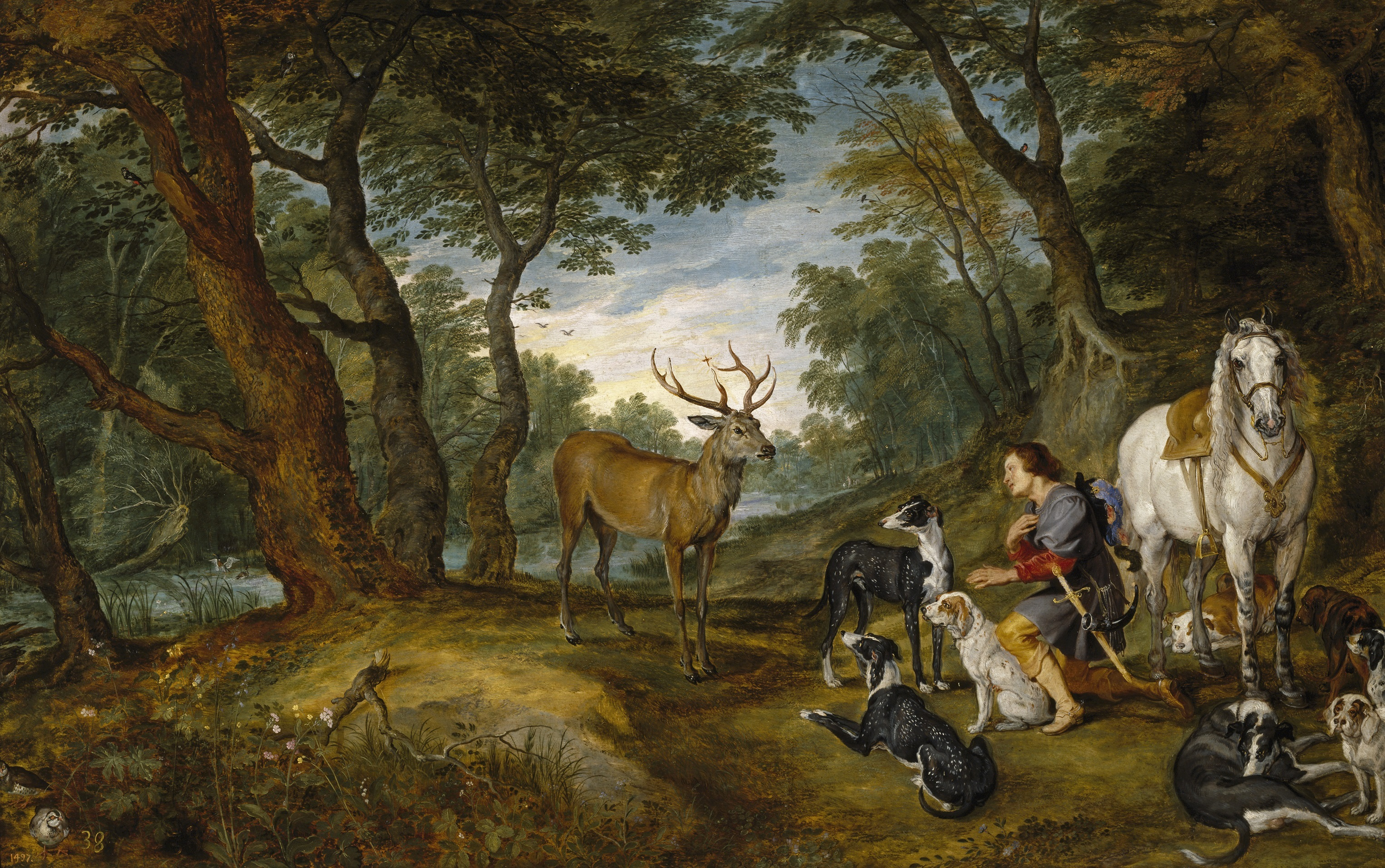
Phép màu của Saint Hubert, 1617
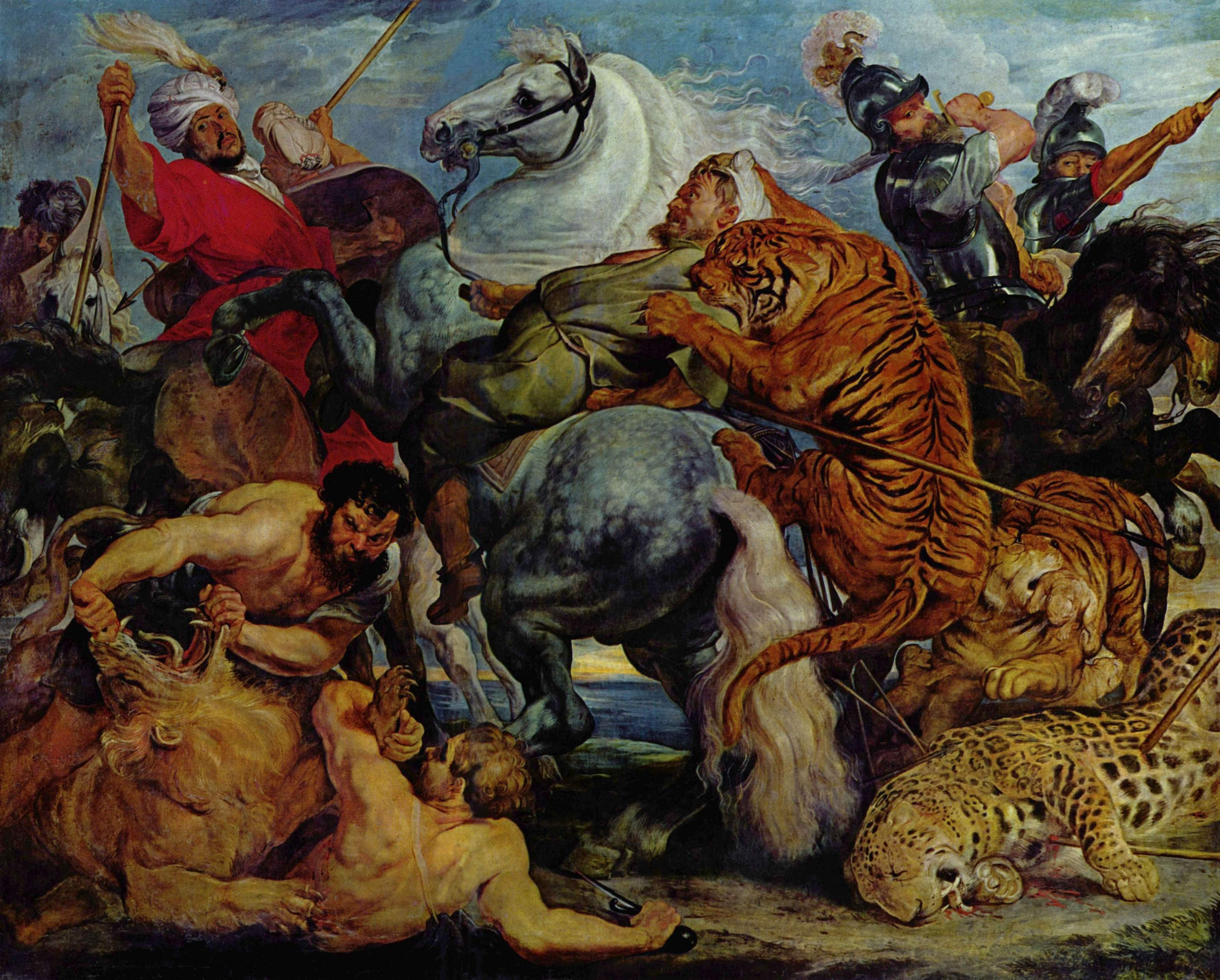
Săn hổ, 1617-1618
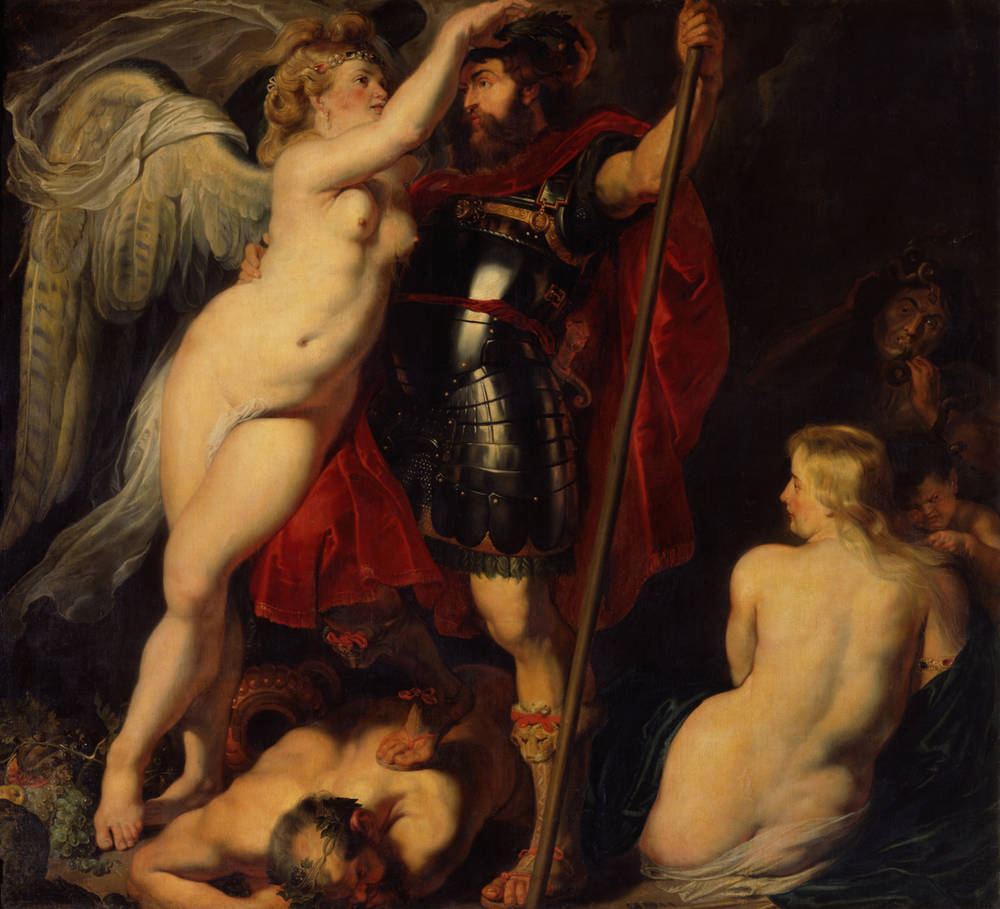
Sự chiến thắng của đạo đức, 1620
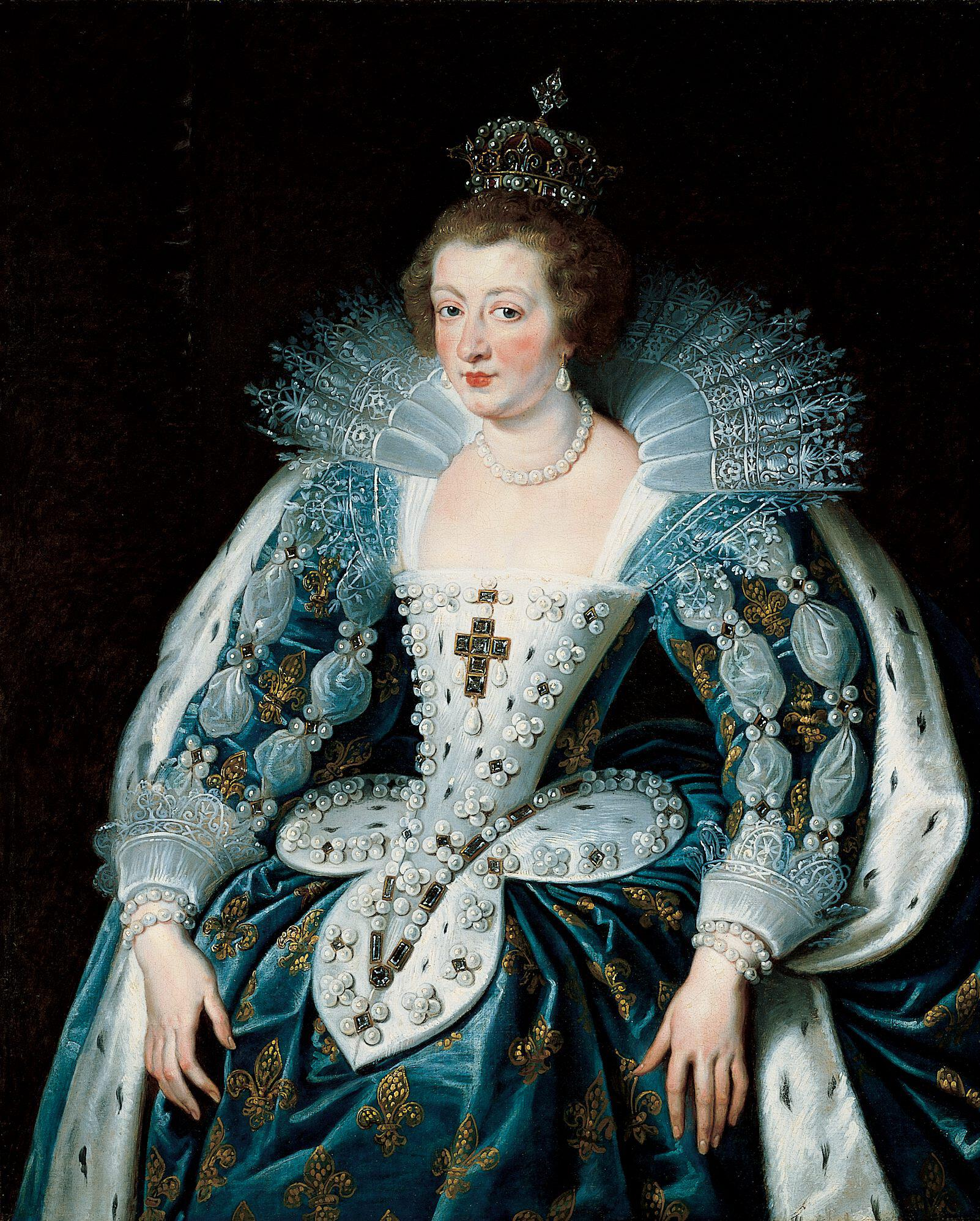
Chân dung Anna của Áo, Vương hậu Pháp, khoảng 1622-1625
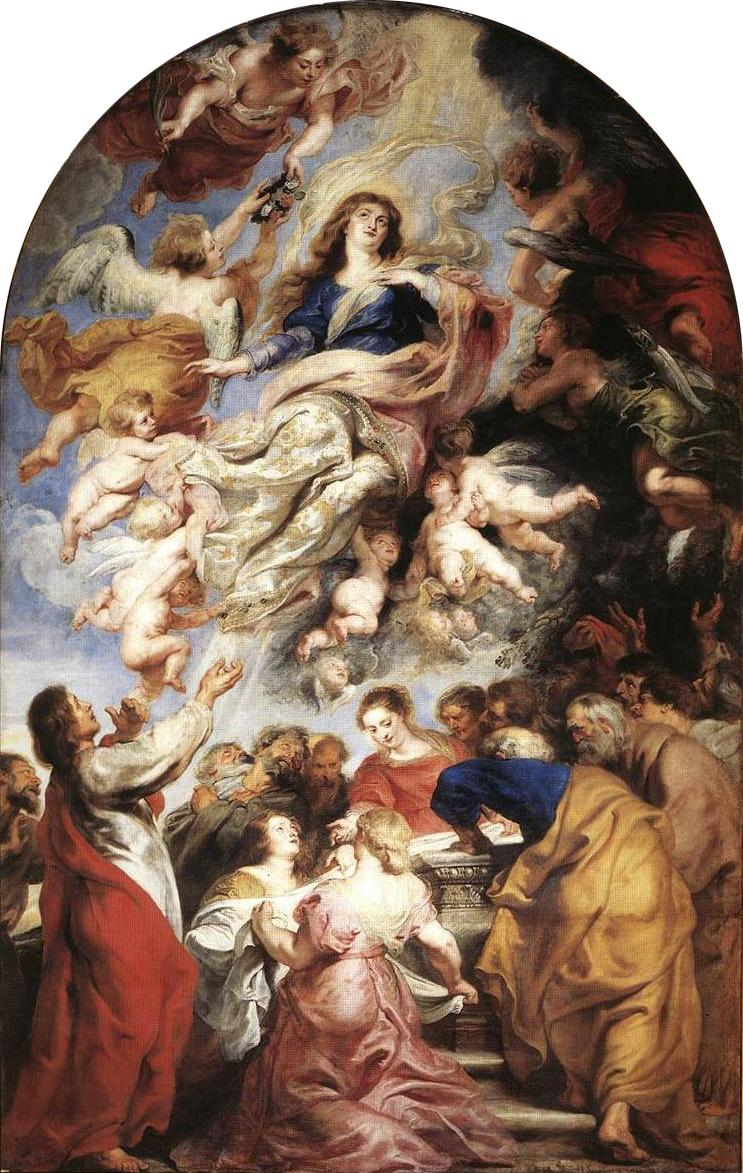
Đức Trinh nữ lên trời
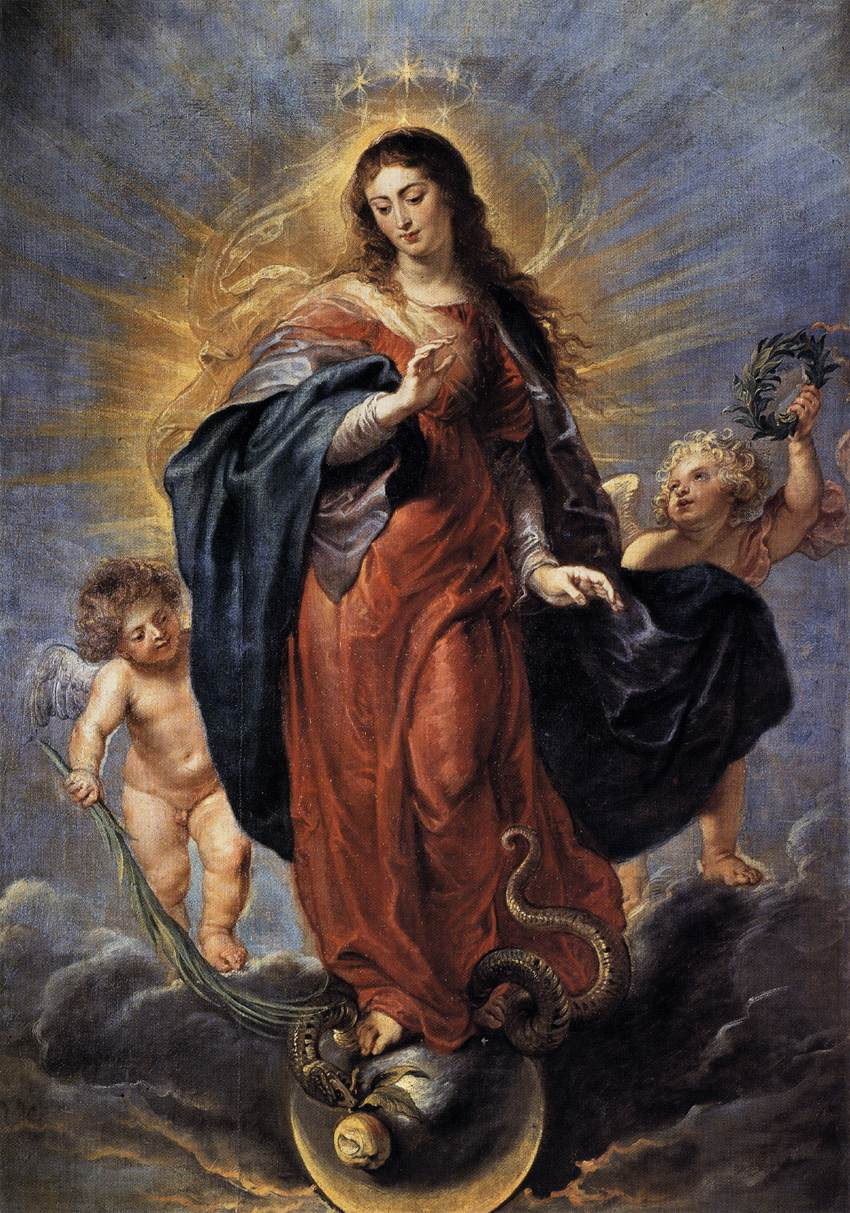
Đức Trinh nữ Maria, 1626-1628
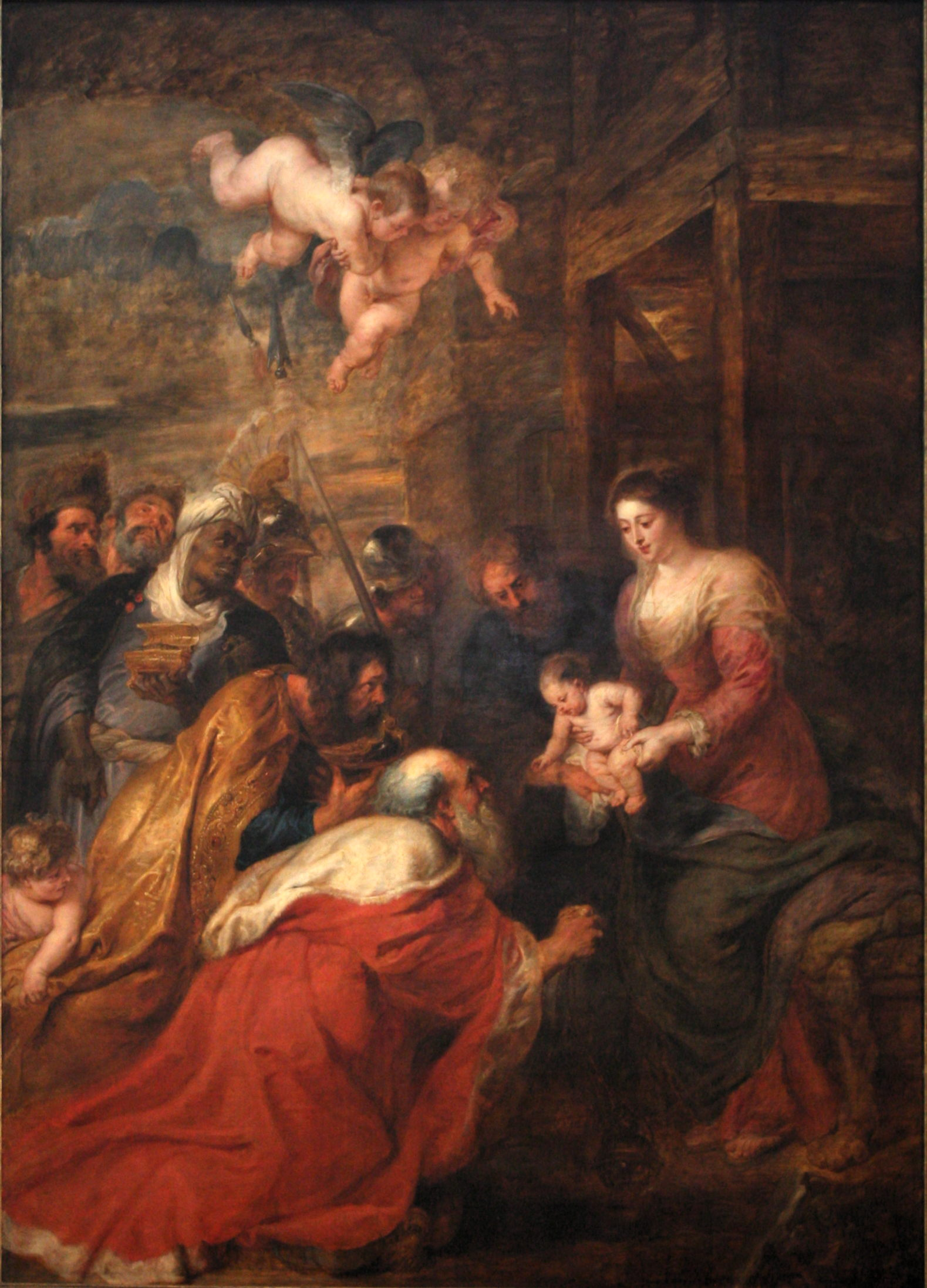
Các đạo sĩ đến chiêm bái Chúa hài đồng, 1633-1634
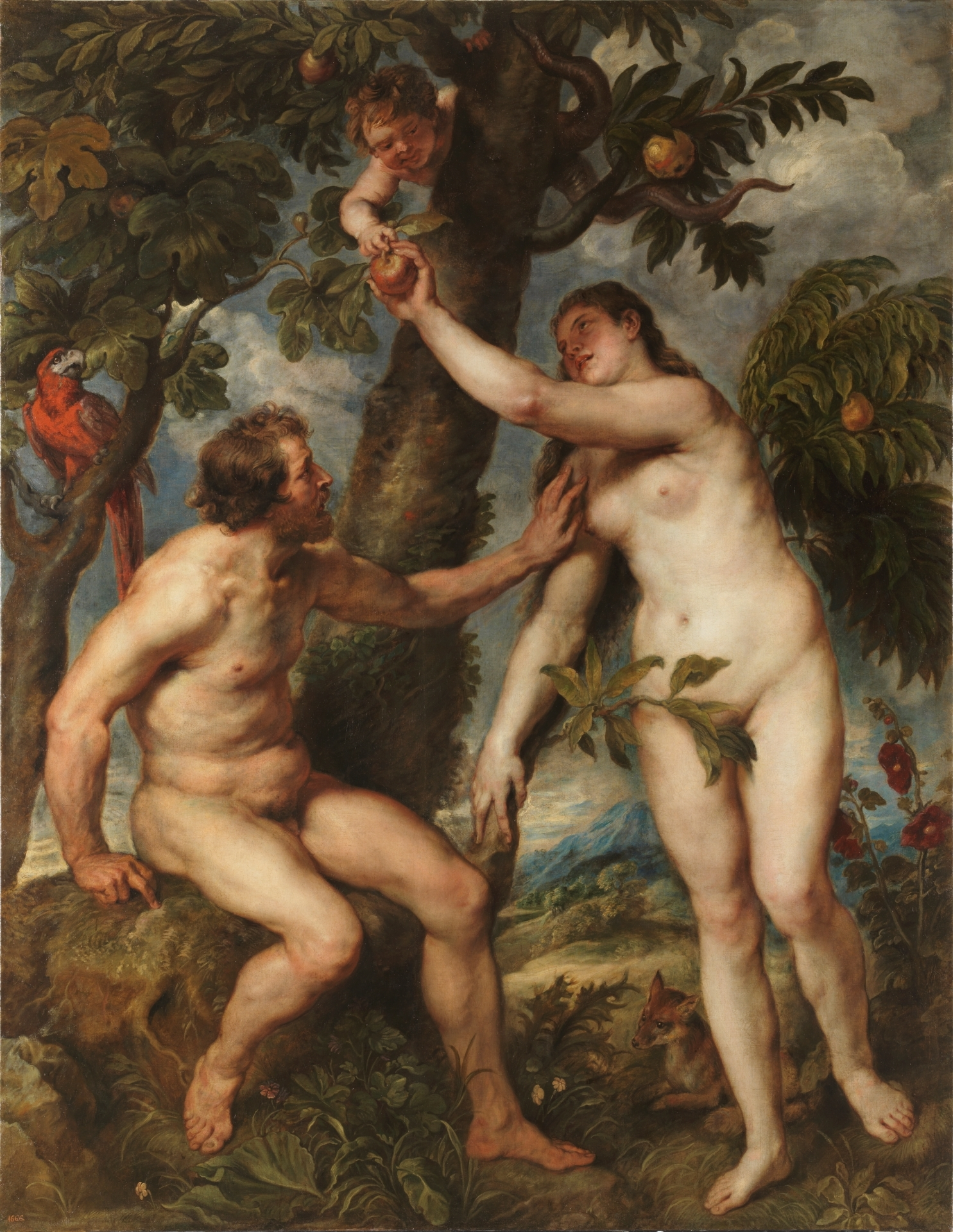
Sự sụp đổ của đàn ông, 1628-1629
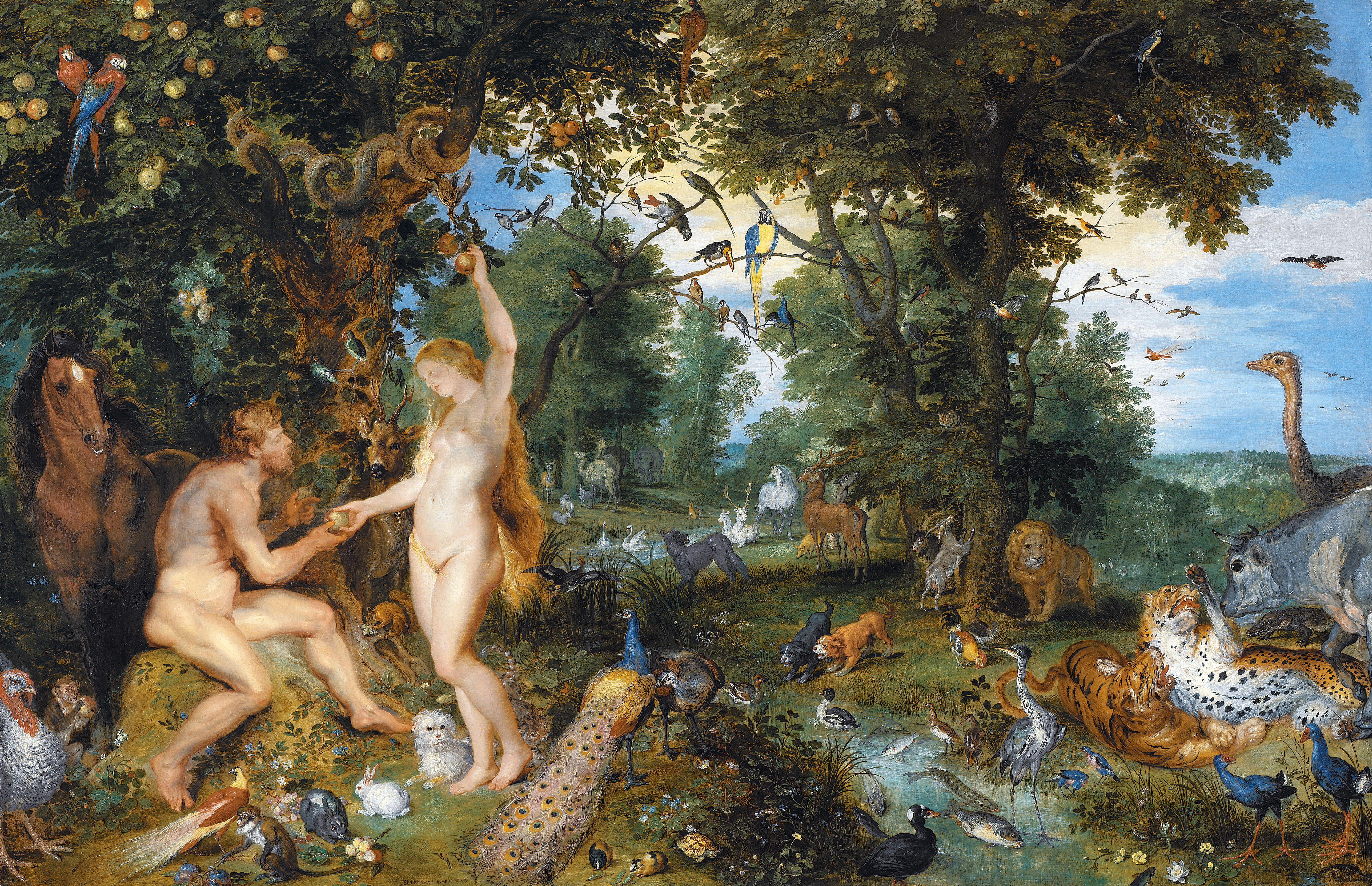
Vườn địa đàng với Adam và Eva, khoảng 1615
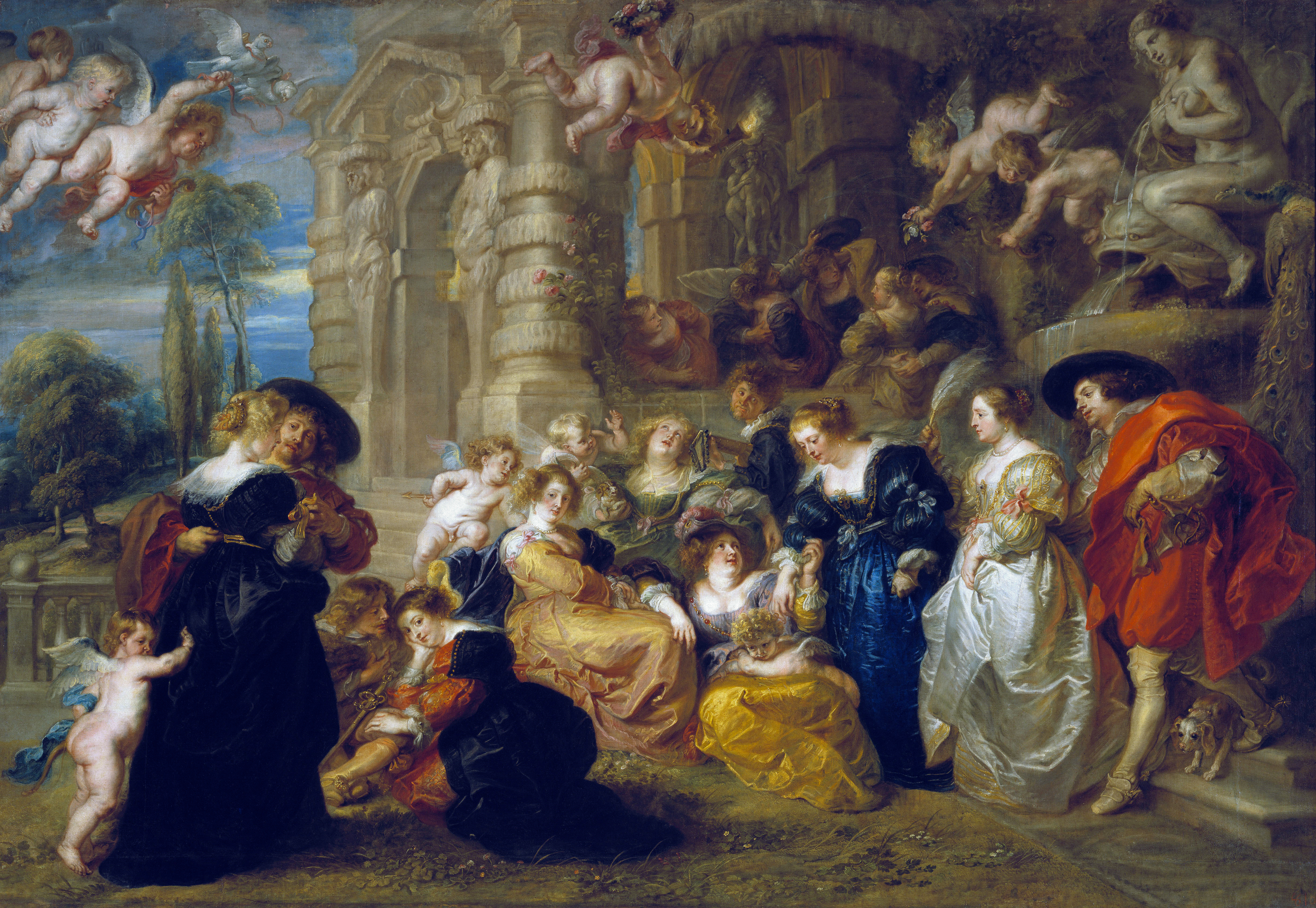
Vườn tình yêu, 1632